# Rudý teror

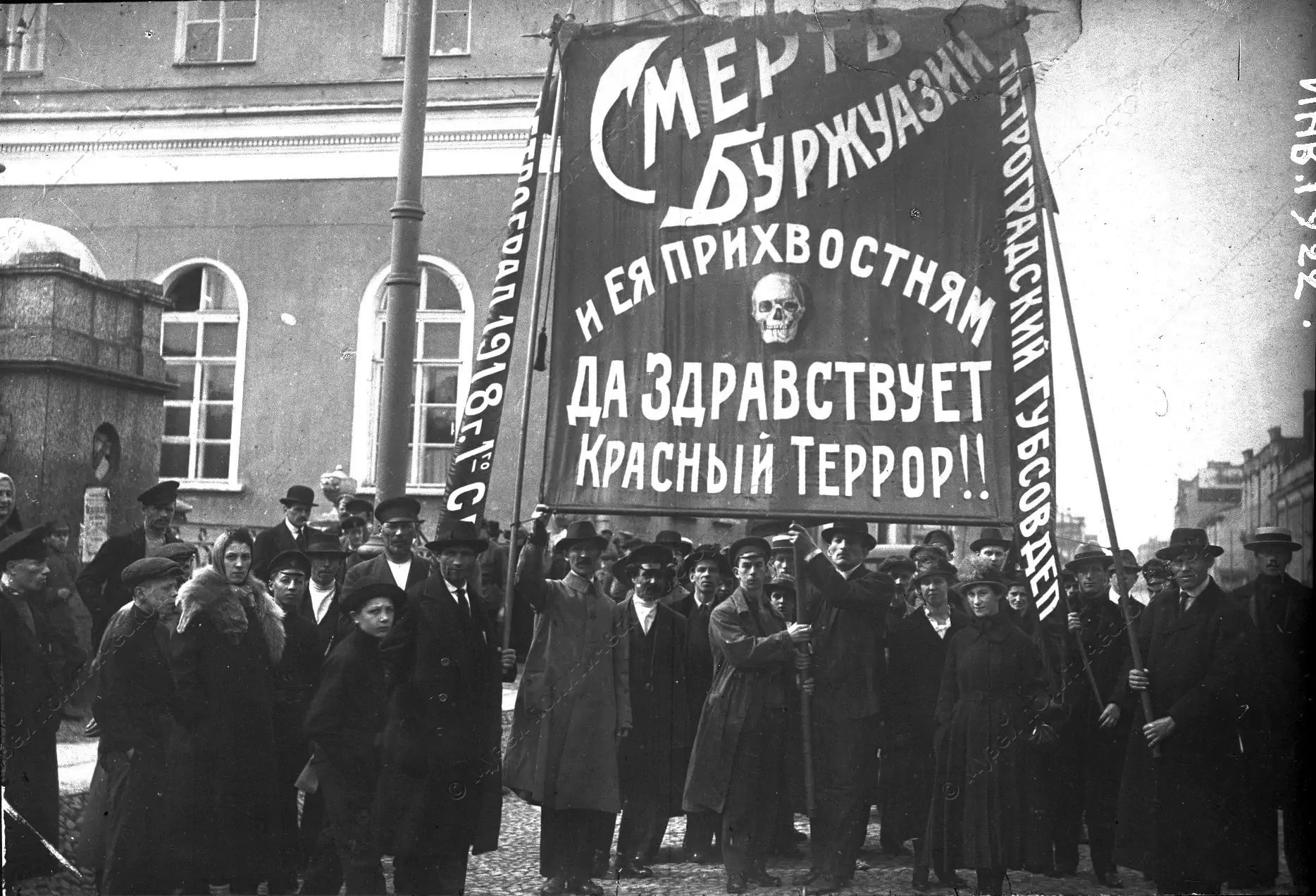
Stráž u hrobu Mojseje S. Urického, Petrohrad (fotografie z 2. září 1918). Překlad nápisu na transparentu: „Smrt buržoazii a jejím pomahačům. Ať žije Rudý teror.“

Rudý teror byla v sovětském Rusku kampaň masového uvězňování a poprav vedená vládou bolševiků. Podle sovětské historiografie Rudý teror oficiálně vyhlásil dne 2. září 1918 Jakov Sverdlov, ukončen byl v říjnu 1918. Mnoho historiků, počínaje Sergejem Melgunovem, však tento pojem používá pro celé období Ruské občanské války, tedy 1918-22. Masové represe byly vedeny bez soudních procesů tajnou policií Čeka, společně s elementy bolševické vojenské tajné služby GRU.
Záminek pro zahájení teroru bylo mnoho. Z nich například neúspěšný pokus eserů o převrat, zajetí[zdroj?] vůdce Čeky Felixe Dzeržinského, zavraždění německého velvyslance Wilhelma von Mirbacha, smrt politiků V. Volodarského a Mojseje Urického atd. Poslední kapkou byl 30. srpen 1918, kdy se eserka Fanny Kaplanová neúspěšně pokusila zabít Lenina. Přestože jeho zranění byla poměrně vážná, dokázal se Lenin zotavit (existují názory historiků, po sto letech, že šlo pouze o zinscenování atentátu, aby mohl být teror rozpoután). Kaplanová byla 3. září 1918 zastřelena, zatímco Sverdlov s Dzeržinským vyhlásili o den dříve teror proti skutečným i domnělým nepřátelům revoluce. Vyšetřováním byl pověřen vrah cara Mikuláše II., čekista Jakov Jurovskij.
Odhady počtu obětí jsou různé, nejvyšší odhadovaný počet je 1,7 miliónu lidí popravených komunisty během občanské války. Tento odhad je ale neobjektivní, neboť byl vydán bělogvardějskou komisí vedenou generálem Děnikinem (viz Masarykova slova: „Taktika připomínala Ivana Hrozného a znamenala tisíce a tisíce lidských životů, marně utracených“). Většina historiků ale hovoří v číslech mezi 60 000–200 000 popravenými.